# Stenopsyche appendiculata
Stenopsyche appendiculata is een schietmot uit de
familie Stenopsychidae. De soort komt voor in het Oriëntaals gebied.